# Trisquel
|  | Aquest article tracta sobre el sistema informàtic de Linux. Si cerqueu el símbol iconogràfic de tres espirals conegut com a "triskel", vegeu «Trisquela». |

Trisquel o Trisquel GNU/Linux és un sistema operatiu basat en Linux derivat d'Ubuntu. Està disponible en diversos idiomes (anglès, francès, alemany, Castellà i gallec) i en edició Pro i Educational. Està disponible baix la forma de Live CD. Ve acompanyat dels programes Firefox (3.6.9), BitTorrent, un client de missatgeria instantània, OpenOffice, Evolution, GIMP, una ferramenta per a webcam, alguns videojocs, un reproductor d'àudio, un de vídeo, un editor de vídeo anomenat Pitivi, un programa de gravació de discos, un editor de textos, i una calculadora. No inclou l'Adobe Flash per motius ideològics de ser totalment programari lliure, sinó el programa de Flash anomenat Gnash. Té una interfície de tipus GNOME.

## Història
El projecte es desenvolupà l'any 2004 amb el patrocini de la Universitat de Vigo per a tindre programari educatiu amb suport en gallec. Fou presentat oficialment a l'abril de 2005 amb Richard Stallman com a convidat especial. D'acord amb el director del projecte Rubén Rodríguez, el suport en gallec ha creat interés a les comunitats d'Amèrica del Sud i Mèxic que són emigrants de la província d'Ourense.
En desembre del 2008, Trisquel fou inclòs per la Free Software Foundation a la seua llista de distribucions de Linux.

## Recepció
Jesse Smith de DistroWatch ressenyà la versió 4.0, Taranis, i la va descriure com a refinada i segura. Criticà negativament la dificultat de desfer-se de programari i criticà positivament el fet que se centrara en la utilitat més que en solament complir el criteri de ser programari lliure.
Jim Lynch de Desktop Linux Reviews ressenyà la versió 5.5, Brigantia, i la va descriure com a "ben orientada i ben desenvolupada" i la recomanà per als qui es preocupen per utilitzar programari lliure i per als qui no. Afegí que la versió era adequada per a usuaris que comencen i que són ja avançats.
Chris Fisher i Matt Hartley de The Linux Action Show! afirmaren que el disseny era bo i fàcil d'utilitzar. Consideren que és bo el suport per a maquinari que té Trisquel 5.5 i Trisquel 5.5 Mini i trobaren que Linux-libre kernel impedeix la funcionalitat dels aparells sense cable que tenen programari de propietari. Van concloure que Trisquel és més adequat per a usuaris experimentats i que per als nous era més adequat una altra distribució.
Richard Stallman anuncià en gener del 2015 que utilitzarà Trisquel en un Thinkpad X60 en compte de la seua anterior computadora Lemote Yeelong.

## Maquinari suportat
El maquinari de ThinkPenguin és suportat des de Trisquel 5.5, la qual inclou jocs de xips comatibles de programari lliure.